# Hydrocynus brevis
Hydrocynus brevis  (лат.) — вид хищных лучепёрых рыб из семейства африканских тетр отряда харацинообразных.

## Внешний вид и строение
Молодые особи Hydrocynus brevis имеют серебристую окраску, с тонкими черными горизонтальными полосами. По мере роста появляется бронзовый оттенок, а полосы на теле тускнеют. Тело удлинённое, веретеновидное. Брюшные и хвостовой плавники имеют слабый красно-оранжевый оттенок, а жировой плавник имеет окраску от серой до черной. Длина тела до 86 см.

## Распространение
Широко распространённый вид. Он встречается от Сенегала до Эфиопии, по всему Нилу. В Северо-Восточной Африке он известен в Судане, а также в реке Баро (Эфиопия). В Западной Африке встречается в Чаде, Нигере, Вольте, Сенегале и Гамбии.

## Образ жизни и питание
Обычно держатся в открытой воде. Питается в основном рыбой и креветками, а молодь преимущественно водными насекомыми.

## Численность и охрана вида
Этот вид довольно распространенный на большей части своего ареала, без каких-либо известных особых угроз. Hydrocynus brevis кое-где взят под охрану в Гане, и потенциальной угрозой для него является истощение рыбных запасов, а также вырубка лесов и загрязнение окружающей среды. Может понадобиться восстановление и охрана среды обитания.